# Karisöödi
Karisöödi (võro: Karissöödä) är en by (estniska: küla) i  Rõuge kommun i landskapet Võrumaa i södra Estland. Byn består av ett antal gårdar längsmed ån Peetri jõgi, nära gränsen till Lettland och är landets sydligaste. 
Innan kommunreformen 2017 hörde byn till dåvarande Mõniste kommun.
I kyrkligt hänseende hör byn till Hargla församling inom den Estniska evangelisk-lutherska kyrkan.
Estlands sydligaste punkt ligger vid den lettiska gränsen, ungefär två kilometer sydöst om byns sydligaste gård, den ensligt belägna gården Naha.

## Galleri

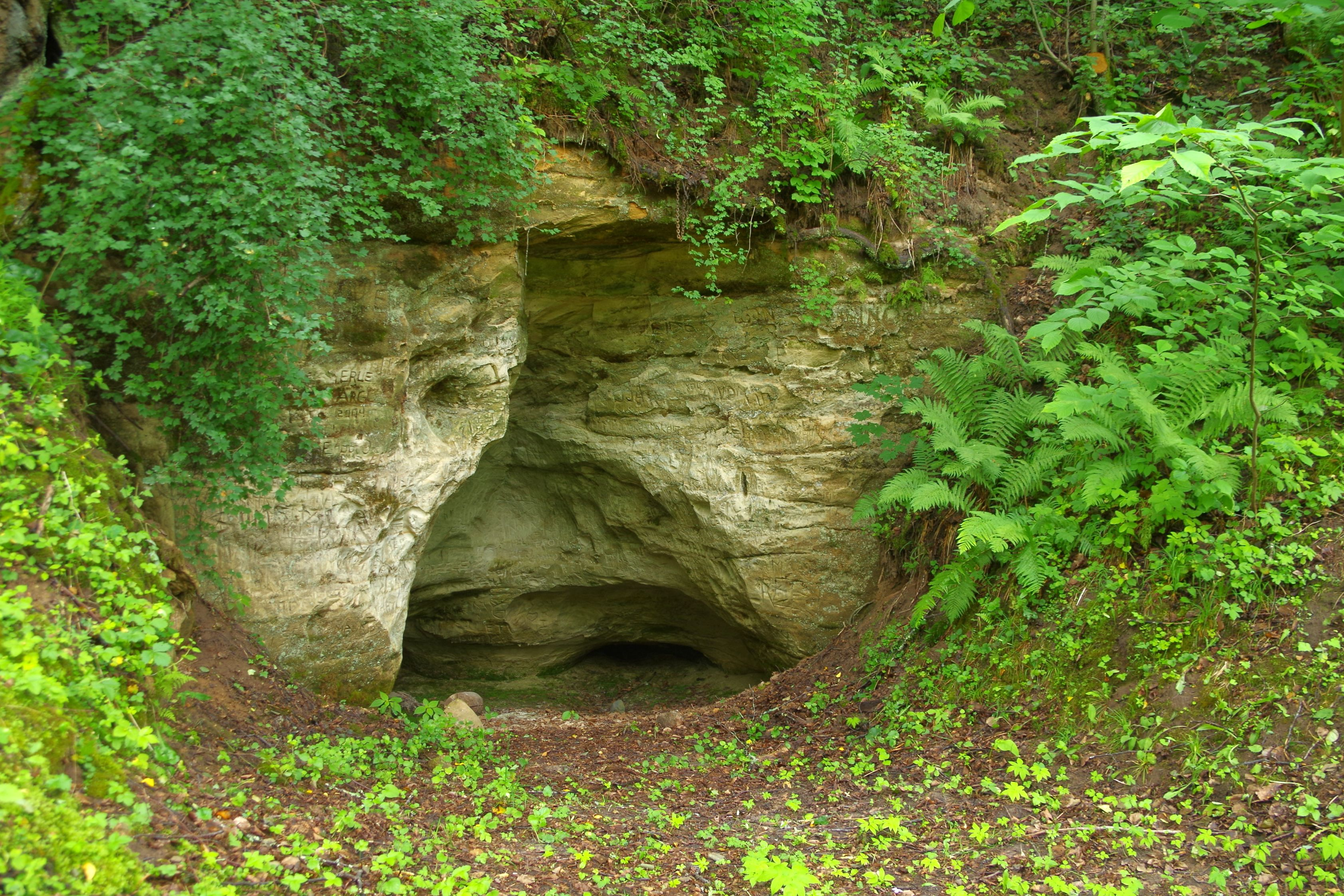
Karisöödi-grottan.
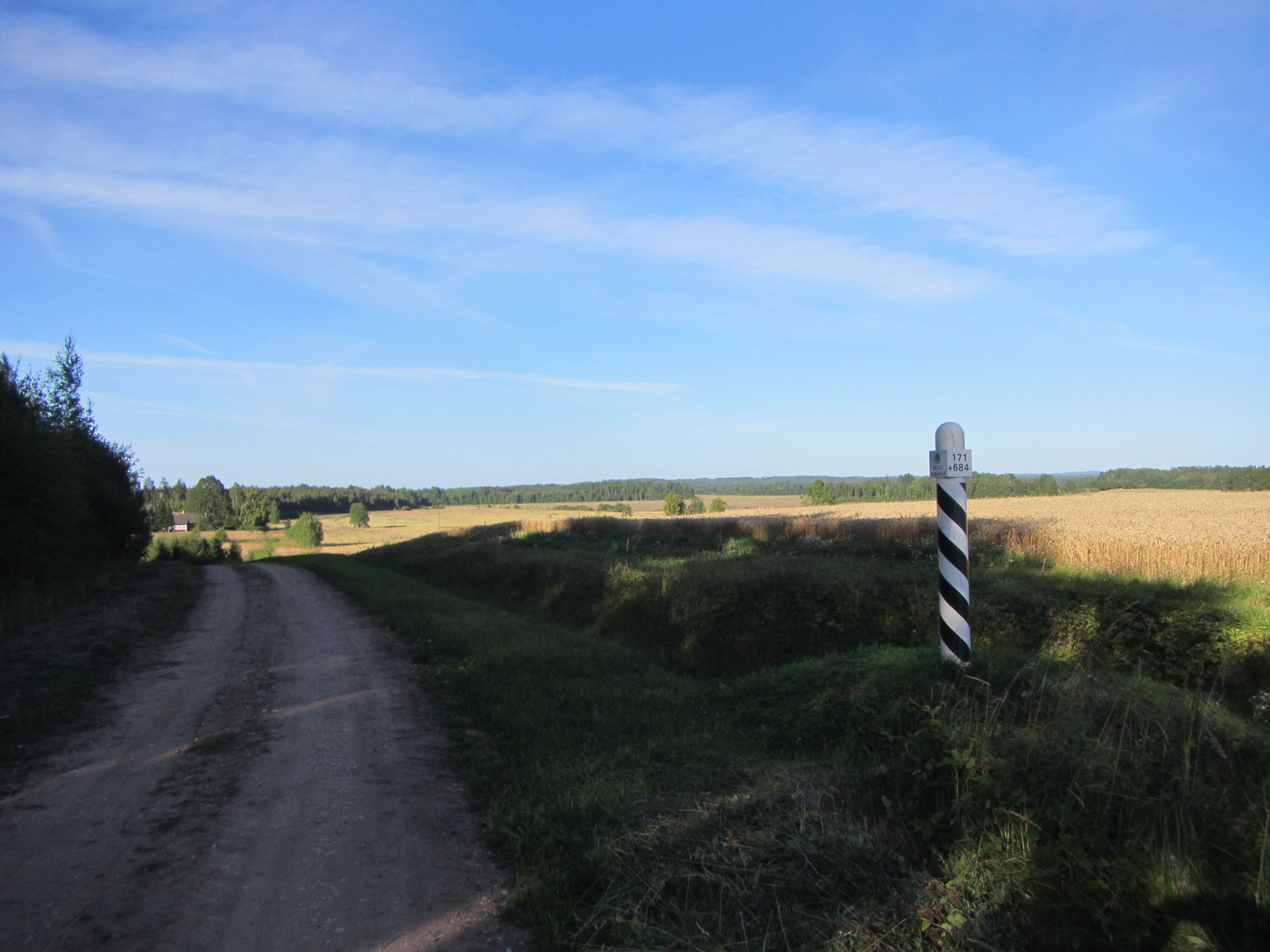
Gränsmärke nära gården Sarapuu.